# ミラー・オブ・ニュース
『ミラー・オブ・ニュース』（英語: Mirror of News、チベット文字：ཡུལ་ཕྱོགས་སོ་སོའི་གསར་འགྱུར་མེ་ལོང; ワイリー方式：yul phyogs so so'i gsar 'gyur gyi me long; 蔵文拼音：Yulchog Soseu Sargyour Mélong）は、別名を『ミラー・オブ・ニュース・フロン・オール・サイズ・オブ・ザ・ワールド』(Mirror of News from All Sides of the World) ともいい、1925年から1963年にかけて、インドのカリンポンで発行されていたチベット語の新聞で、当初はおもにチベットの領域内に流通していたが、その後は購読者が世界中に広がるようになった。創設者のゲルガン・タルチン (Gergan Tharchin) は、記者、編集者、経営者を兼ねていた。

## 歴史

### 創設（1925年）
チベット語の新聞である『ミラー・オブ・ニュース』は、インド、西ベンガル州カリンポンで創始された。『The Ladakh Journal』(Ladakh Kyi Akbar) より後に創刊されたこの新聞は、記録に残る限り、歴史上2番目に古いチベット語の新聞であった。創業者のゲルガン・ドルジェ・タルチン (Gergan Dorje Tharchin) は、キリスト教徒のチベット人で、チベットとインドの国境の町であるがカリンポンが、両国間の羊毛取引の中心地であった当時、当地で牧師を務めていた。彼は、1890年にヒマーチャル・プラデーシュ州のプー（Poo (Wylie: spu)）という村に生まれ、モラヴィア兄弟団の宣教師たちから教育を受けた。彼は、自身の発行する新聞を、読者たちへキリスト教を普及させるために用いることはなかった。

### 刊行頻度と発行部数
月刊で刊行されているこの新聞は、1925年10月に、『ユルチョン・ソソイ・サルギュル・メロン (Yulchog Sosoi Sargyur Melong)』という紙名で創刊された。50部印刷された創刊号は、ラサにいたゲルガン・タルチンの友人たちに送られたが、そのひとりであったダライ・ラマ13世は、タルチンに書簡を送って刊行を継続するよう激励し、熱心な読者となった。ダライ・ラマ14世も、定期購読を継承した。

### 創業者ゲルガン・タルチン
タルチンは、タルチン・バブ (Tharchin Babu) という名も使い、記者、編集長、発行人を兼ねていた。彼は、自身が購読する諸新聞からニュースを選び、記事をチベット語に翻訳して、この新聞を編集した。彼は、チベット人たちを目覚めさせて、現代世界に目を向けさせて、チベットを他の世界に対して開いていくことを目的として、事業に取り組んだ。この新聞は、世界のニュースを取り上げ、辛亥革命や第二次世界大戦、インド独立運動を報じ、チベットやインド、またカリンポンで起こっている事件を取り上げた。

### 影響
この新聞は、極めて少ない発行部数ながら、小さなサークルであるチベットの支配階級層に大きな影響を与え、より小さなサークルであるチベットの改革派にも影響を及ぼした。この新聞は、チベットの独立を主張していたため、タルチンの元には、国を近代化して中国に対抗しなければならないと考える、チベットのナショナリストたちや改革者たちが集まってきた。
バルン・ロイ (Barun Roy) の見解によれば、タルチンは、カリンポンを拠点とするイギリスの諜報関係者と親しく接しており、カリンポンは、インドや中国のスパイたち、チベット、中国、インド、ビルマからの難民、さらに仏教徒の学者や僧侶、チベット仏教の高僧などが、政治的に引き寄せられる場所になっていたという。タルチンは、日本の諜報員で、日本政府の秘密指令を受けてモンゴルを訪れたこともあり、後にはイギリスのために情報収集をおこなうべくチベットに赴いた木村肥佐生とも知り合いになった。
1950年代には、中国共産党が、あるチベットの有力者を介して、タルチンを買収して沈黙させようとした。中国共産党は、新聞を500部買い上げることを約束し、タルチンを破産の危機から救おうと申し出た。その代わりに、彼は、これ以上「反中国的 (anti-Chinese)」記事を取り上げないこと、もっぱら中国によりチベットで達成される「進歩 (progress)」についての報道に集中することを求められた。タルチンはこの申し出を断った。

### 僧院の爆破
タルチンは、中国の支配層についても、報道し続けた。中国共産党による、残虐な社会主義政策に対する、チベット人たちの抵抗は、中国側の全面的な爆撃、空襲を逃れて、僧侶、民間人、チベット軍人たちが集まってきていた理塘県の僧院における闘争に繋がった。1949年から1950年にかけての最初の中国軍の侵攻で、チベット軍は既に解体されており、カムと理塘にいたチベット人は、全員が民間人であったが、その死傷者数は数百、数千人に及ぶと報じられ、カムやアムドにおける爆撃や、チベット人の大量虐殺についても、広く報じられた。1957年7月1日付の『ミラー・オブ・ニュース』は、このチベットの僧院に対する爆撃によって殺された僧侶たちの数を次のように報じた。「チャフレン (Cha-phreng) には、攻撃の前には 1,400人の僧侶がいたが、今では7人しか残っていない。ブラグムド (Brag-mdo) では、攻撃前に 1,000人だったのに、残っているのはたったひとりだ。」。
1956年から1957年にかけて、『ミラー・オブ・ニュース』は、中国人民解放軍によるこの理塘の僧院への攻撃と空襲について、何度も取り上げ。次のような写真の解説を英語で記したりもした。
彼らは、数千人におよぶ、自由を愛し、勇敢で、大した武装もないカムの人々を、近代兵器を用いて殺害し、僧院を破壊した。世界は、ヨーロッパや西アジアで起こる侵略には抗議するが、何ということか！チベットのために声を上げる者はいない。
They are killing several thousand of our freedom-loving, brave, ill-armed Khampas, with modern weapons; and distroying monasterees [sic]. The world is protesting the aggressor in Europe and W. Asia, but alas! There is no voice for Tibet.

### 刊行の終焉（1963年）
『ミラー・オブ・ニュース』は、1963年に刊行を停止したが、これは亡命チベット人のコミュニティが自前の新聞、すなわち、ギャロ・トンドゥップが創刊した『Tibetan Freedom』を、ダージリンで刊行し始めた時点であった。タルチンの息子によれば、父（タルチン）は発行を継続するには、高齢になり過ぎていたという。
タルチン・バブは、1976年に死去した。
2005年の時点で、カリンポンのギリ・ロード (Giri Road) には、「『ミラー・オブ・ニュース』が拠点としていた小さな家屋が残っており、英語、チベット語、ヒンディー語で「カリンポンのチベット・ミラー・プレス、1925年創設 (The Tibet Mirror Press, Kalimpong, Est. 1925)」と読める標識が掲げられている。

## 関連文献
- Paul G. Hackett, Kalimpong, Gergan Dorje Tharchin, and his Mirror newspaper, Columbia University, retrieved 24 March 2021.
- Tashi Tsering, The Life of Rev. G. Tharchin: Missionary and Pioneer, Amnye Machen Institute, Dharamsala, 1998
- H. (Herbert) Louis Fader, Called from Obscurity: The Life and Times of a True Son of Tibet - Gergan Dorje Tharchin, Tibet Mirror Press, Kalimpong, Vol. 1, 2002 ; Vol. 2, 2004 ; Himalayan Ecosphere Publisher, Vol. 3, 2009 (Long Title: Called from Obscurity: The Life and Times of a True Son of Tibet, God's Humble Servant from Poo, Gergan Dorje Tharchin, with Particular Attention Given to His Good Friend and Illustrious Co-Laborer in the Gospel Sadhu Sundar Singh of India, with a foreword by His Holiness Dalai Lama XIV of Tibet and an introduction by Dawa Norbu)